# San Pietro a Patierno
San Pietro a Patierno ist der 27. von den 30 Stadtteilen (Quartieri) der süditalienischen Hafenstadt Neapel. Er gehört zur nordöstlichen Peripherie von Neapel.

## Geographie und Demographie
San Pietro a Patierno ist 5,45 Quadratkilometer groß und hatte im Jahr 2009 19.317 Einwohner.